# Auliʻi Cravalho

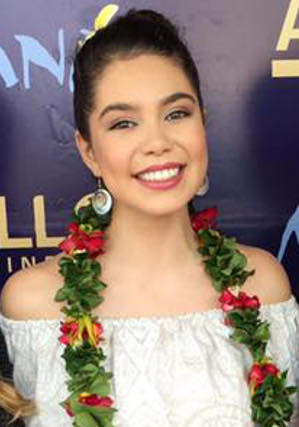
Auliʻi Cravalho (2016)

Auliʻi Cravalho (geboren am 22. November 2000 in Kohala, Hawaii) ist eine US-amerikanische Schauspielerin, Synchronsprecherin und Sängerin. 

## Leben
Ihr Filmdebüt hatte sie in dem 2016 erschienenen Film Vaiana. Sie spricht und singt die Hauptrolle der 16-jährigen Vaiana (bzw. im Original Moana) sowohl im englischen Original des Films als auch in der Version in hawaiischer Sprache. 2024 war sie in der gleichen Rolle auch an der Fortsetzung Vaiana 2 beteiligt.
2017 wurde sie hierfür mit einem Annie Award in der Kategorie „Outstanding Achievement in Voice Acting in an Animated Feature Production“ ausgezeichnet. Bei der Oscarverleihung 2017 sang sie zusammen mit Lin-Manuel Miranda das im Film vorkommende Lied How Far I’ll Go.
Im Februar 2017 wurde sie für die Hauptrolle der Lillette in der NBC-Dramaserie Rise gecastet. Die Serie startete im März 2018 und wurde nach einer Staffel eingestellt. 2020 spielte sie die Amber Appleton in dem Film All Together Now.

## Filmografie
- 2016: Vaiana (Moana, Stimme von Vaiana)
- 2018: Chaos im Netz (Ralph Breaks the Internet, Stimme von Vaiana)
- 2018: Rise (Fernsehserie, 10 Folgen)
- 2019: Elena von Avalor (Elena of Avalor, Fernsehserie, Folge 3x16)
- 2019: The Little Mermaid Live! (Fernsehfilm)
- 2019: Weird City (Fernsehserie, Folge 1x03)
- 2020: All Together Now
- 2020: Acting for a Cause (Fernsehserie, 4 Folgen)
- 2022: Crush
- 2022: Darby and the Dead
- 2023: LEGO Disney Princess – The Castle Quest (Fernsehspecial, Stimme von Moana)
- 2023: Die Gabe (The Power, Fernsehserie, 8 Folgen)
- 2023–2024: Haileys Mission (Hailey's on it, Fernsehserie, 30 Folgen, Stimme von Hailey Banks und Sängerin des Vorspannliedes The Future's in my Hands[3])
- 2024: Mean Girls – Der Girls Club (Mean Girls)
- 2024: Vaiana 2

## Auszeichnungen für Musikverkäufe
| Silberne Schallplatte - Vereinigtes Königreich - 2022: für das Lied Know Who You Are Goldene Schallplatte - Dänemark - 2023: für die Single How Far I’ll Go - Vereinigtes Königreich - 2024: für das Lied I am Moana (Song of Ancestors) Platin-Schallplatte - Vereinigte Staaten - 2023: für das Lied Know Who You Are 2× Platin-Schallplatte - Vereinigte Staaten - 2024: für das Lied I am Moana (Song of Ancestors) | 3× Platin-Schallplatte - Neuseeland - 2024: für die Single How Far I’ll Go 4× Platin-Schallplatte - Vereinigte Staaten - 2025: für das Lied Where You Are 5× Platin-Schallplatte - Kanada - 2024: für die Single How Far I’ll Go 2× Diamantene Schallplatte - Brasilien - 2023: für die Single How Far I’ll Go |

Anmerkung: Auszeichnungen in Ländern aus den Charttabellen bzw. Chartboxen sind in ebendiesen zu finden.
| Land/RegionAuszeichnungen für Musikverkäufe (Land/Region, Auszeichnungen, Verkäufe, Quellen) | Silber  | Gold     | Platin       | Diamant     | Verkäufe   | Quellen             |
| -------------------------------------------------------------------------------------------- | ------- | -------- | ------------ | ----------- | ---------- | ------------------- |
| Brasilien (PMB)                                                                              | —       | —        | —            | 2× Diamant2 | 500.000    | pro-musicabr.org.br |
| Dänemark (IFPI)                                                                              | —       | Gold1    | —            | —           | 45.000     | ifpi.dk             |
| Kanada (MC)                                                                                  | —       | —        | 5× Platin5   | —           | 400.000    | musiccanada.com     |
| Neuseeland (RMNZ)                                                                            | —       | —        | 3× Platin3   | —           | 90.000     | radioscope.co.nz    |
| Vereinigte Staaten (RIAA)                                                                    | —       | Gold1    | 14× Platin14 | —           | 14.500.000 | riaa.com            |
| Vereinigtes Königreich (BPI)                                                                 | Silber1 | Gold1    | 3× Platin3   | —           | 2.300.000  | bpi.co.uk           |
| Insgesamt                                                                                    | Silber1 | 3× Gold3 | 25× Platin25 | 2× Diamant2 |            |                     |